# Каллиникос, Алекс
Алекс Теодор Каллиникос (англ. Alex Callinicos; полное имя Alexander Theodore Callinicos; род. 24 июля 1950, Южная Родезия (ныне Зимбабве)) — британский троцкист, член Центрального комитета Социалистической рабочей партии, британской секции Международной социалистической тенденции.

## Краткая биография
Каллиникос получил степень бакалавра искусств и в 1979 году защитил диссертацию в Оксфорде. Занимал должность профессора политических наук в Университете Йорка, пока не был переведен в 2005 году на должность профессора европейских исследований в Королевский колледж (Лондон). Входит в редакцию журнала «International Socialism» и является британским корреспондентом журнала «Actuel Marx». Активно пишет в революционной и академической прессе.
В период Второй мировой войны его отец был активистом греческого сопротивления нацистской оккупации. Мать принадлежала к британскому аристократическому семейству Дальберг-Эктон. В 1977 году Алекс Каллиникос женился на Джоанне Сэддон, заканчивавшей докторантуру в Оксфорде.
Каллиникос был впервые вовлечен в революционное движение во время своей учёбы в оксфордском Баллиол-колледже. Тогда он начал писать для изданий британской организации «Международных социалистов» (предшественника СРП) в качестве аналитика студенческого движения. Вскоре в левом и академическом кругу он признается специалистом по Южной Африке и творчеству французского философа Луи Альтюссера. Блестящий публицист и оратор, в начале 1980-х Каллиникос избирается в Центральный комитет Социалистической рабочей партии. Являлся ответственным за международную работу СРП.
В сентябре 2000 года участвовал в контр-саммите в Праге, где в это время проходил саммит МВФ и Всемирного банка, а в июне 2001 года — в демонстрации против Большой Восьмерки в Генуе. Также он участвует в организации Европейских социальных форумов. Анализировал различные течения и перспективы антиглобализма/альтерглобализма в книге «Антикапиталистический манифест».
Помогает Жаку Биде и Стасису Кувелакису в работе над Современным марксистским словарем (Dictionnaire Marx Contemporain), является автором ряда статей для «New Left Review».
Член жюри Дойчеровской мемориальной премии.
В сатирическом романе Тарика Али «Redemption» (1990) Каллиникос предстает в образе многословного интеллектуала «Алекса Манго».